# Rangaeris schliebenii
Rangaeris schliebenii är en orkidéart som först beskrevs av Rudolf Mansfeld, och fick sitt nu gällande namn av Phillip James Cribb. Rangaeris schliebenii ingår i släktet Rangaeris och familjen orkidéer.
Artens utbredningsområde är Tanzania. Inga underarter finns listade i Catalogue of Life.